# كيث نيفيل
كيث نيفيل (بالإنجليزية: Keith Neville)‏ هو سياسي أمريكي، ولد في 25 فبراير 1884 في نورث بلات في الولايات المتحدة، وتوفي بنفس المكان في 4 ديسمبر 1959. حزبياً، نشط في الحزب الديمقراطي. وقد انتخب حاكم نبراسكا ‏.